# Józef Zawadzki (porucznik)
Józef Zawadzki (ur. 24 listopada 1898 w Dyneburgu, zm. w kwietniu 1940 w Katyniu) – porucznik piechoty Wojska Polskiego, kawaler Orderu Virtuti Militari, ofiara zbrodni katyńskiej.

## Życiorys
Syn Antoniego i Barbary z domu Tarwid. Uczeń szkoły realnej. Od maja 1915 jako ochotnik wstąpił w szeregi armii rosyjskiej i przydzielony do 2 baterii 53 Brygady Artylerii Polowej w składzie której walczył na Froncie Zachodnim. W Kazaniu ukończył Oficerską Szkołę Piechoty otrzymując stopień chorążego. 10 stycznia 1917 został awansowany na stopień podporucznika.
Do Polski powrócił 10 września 1919, a w październiku wstąpił do odrodzonego Wojska Polskiego w którym otrzymał przydział do 51 pułku piechoty na stanowisko dowódcy kompanii. Uczestniczył w bitwach podczas wojny polsko-bolszewickiej. Duże zasługi odniósł w dniu 11 kwietnia 1920 podczas walki pod Wacławką, kiedy na czele dowodzonej przez siebie kompanii zdobył wieś, a następnie ruszył za wycofującym się nieprzyjacielem. Za ten czyn odznaczony został Krzyżem Srebrnym Orderu Virtuti Militari. W rezerwie od 26 października 1925. W cywilu pracował w Warszawie na stanowisku urzędnika w Dyrekcji Monopolu Tytoniowego, a później przeniósł się do Białegostoku, gdzie pracował w Urzędzie Okręgowym. Od 1938 w powiecie augustowskim był pracownikiem Lasów Państwowych. Walczył w kampanii wrześniowej podczas której w niewyjaśnionych okolicznościach sowieci wzięli go do niewoli i zamordowali w Katyniu. Pozostawił żonę.

## Ordery i odznaczenia
- Krzyż Srebrny Orderu Virtuti Militari (nr 5783)[1]
- Krzyż Walecznych (dwukrotnie)[1]